# Xyris bissei
Xyris bissei är en gräsväxtart som beskrevs av Urquiola och Robert Kral. Xyris bissei ingår i släktet Xyris och familjen Xyridaceae.
Artens utbredningsområde är Kuba. Inga underarter finns listade i Catalogue of Life.